# マウントレバノン (ペンシルベニア州)
マウントレバノン（英: Mt. Lebanon）は、アメリカ合衆国ペンシルベニア州のアレゲニー郡にある町（タウンシップ）。人口は3万4075人（2020年）。ピッツバーグ市郊外の裕福な町であり、ホームルール自治体（en:Home rule municipality (Pennsylvania)）である。
1912年に「マウントレバノン」（"Mount Lebanon"）として設立され、1975年にホームルール自治体として認証されたときに、発音は同じながら綴りを "Mt. Lebanon" に変更した。

## 歴史
マウントレバノン最初の開拓者は1773年から1774年にかけて到着し、ウィリアム・ペンの子孫から土地を購入した。他の開拓者も間もなく州政府から土地を購入した。
1912年、マウントレバノン・タウンシップが、ペンシルベニア州法の下で「第1級タウンシップ」として法人化された。元はスコット・タウンシップに属しており、スコットはその遥か以前に無くなっていたセントクレア・タウンシップにその起源があった。マウントレバノンという名前は、ボウワーヒル道路の頂点近く、ワシントン道路沿いに1850年に植樹された2本のレバノンスギの木に由来するのではなく、そのスギが来たレバノンにあるレバノン山脈と景観に類似点があったことから名付けられていた。タウンシップとして法人化される以前、マウントレバノンという名前はアッパー・セントクレア・タウンシップの杉の木に近い場所を表すために使われていた。1880年代、移植された木の近くにある郵便局が「マウントレバノン」と名付けられた。近くのドーモント・ボロの法人化を進めた人々が当初1909年に「マウントレバノンという名前を使おうとしたが、現マウントレバノン・タウンシップの住人から反対された。
1928年、マウントレバノンはペンシルベニア州で初めての第一級タウンシップとなり、立法委員会・マネジャー方式の政府を採用し、その時から首席管理官となるマネジャーを指名して来た。
マウントレバノンは農業社会だったが、1901年7月1日にピッツバーグへの最初の路線である路面電車が開通し、さらに1924年には2つ目の路線が開通した。ピッツバーグ中心街まで毎日の通勤を可能にする路面電車の路線が開通したことで、1901年11月には初めて不動産の区割りが決められた路面電車郊外地となった。さらに1924年にはリバティ・チューブと呼ばれるトンネルがピッツバーグ市との間に開通し、車で容易に通えるようになった。1920年と1930年の国勢調査の間でタウンシップの人口は2,258人から13,403人にまで急上昇した。今日、ピッツバーグの大量輸送機関であるアレゲニー郡港湾局、愛称「パトランジット」はライトレールを運行しており、そのレッドラインはマウントレバノン・アップタウンの下をマウントレバノン・トンネルで通り、ピッツバーグ市のマウントワシントン地区でブルーラインと合流している。マウントレバノンで唯一の駅はマウントレバノン駅であり、マウントレバノン・アップタウンにある。隣接するドーモント・ジャンクションとキャッスルシャノン駅は、近くの自治体の中にある。2000年国勢調査での人口は33,017人になっていた。
1974年5月21日、住民投票によってホームルール憲章を承認し、1975年1月1日に有効となった。これで町はペンシルベニア州タウンシップ法の規定は該当しなくなった。マウントレバノンはホームルール憲章を採用したことでは、ペンシルベニア州最初期の自治体となった。この憲章では、町の公式名称を Mt. Lebanon, Pennsylvania としており、"Mount" という言葉は政府の文書すべてで短縮形の "Mt." が使われているが、アメリカ合衆国郵便公社は "Mount" を使い続けている。

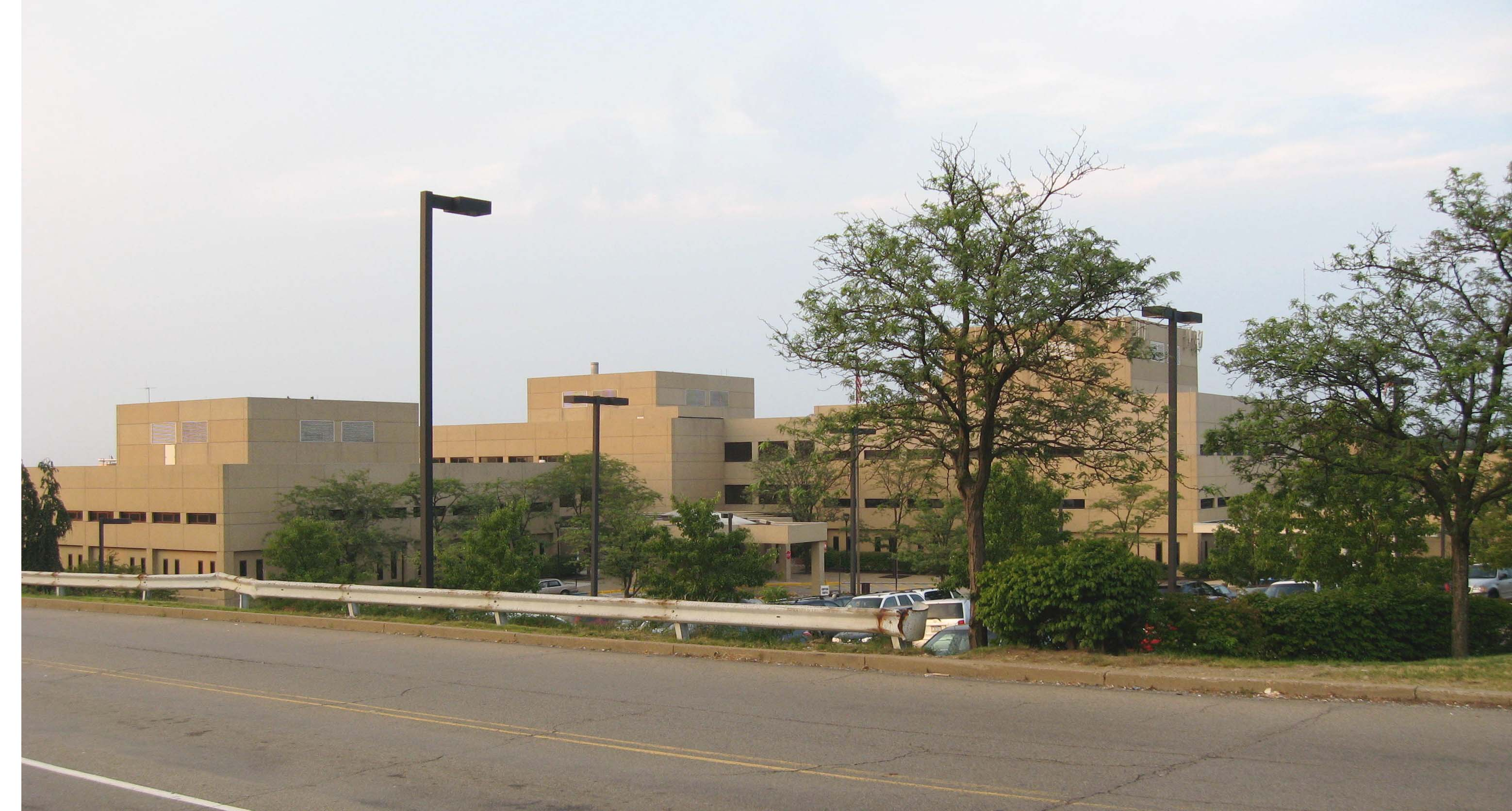
セントクレア病院、ボウワーヒル道路沿い

ケアルトンヒルズ地区は1974年に全国生活能力賞を受賞した。

## 地理
マウントレバノンは北緯40度22分30秒 西経80度3分0秒 / 北緯40.37500度 西経80.05000度 (40.375, -80.05)に位置している。アメリカ合衆国国勢調査局に拠れば、領域全面積は6.06平方マイル (15.7 km2)である。

### 周辺の町
マウントレバノンはピッツバーグ市中心街の南7マイル (11 km) にある郊外地である。ピッツバーグ市の地区の中では北東のブルックラインと北のバンクスビルとの間に小さな境界線がある。北東部の境界線の残りはドーモント・ボロとのものである。西側境界はスコット・タウンシップと接している。南は南西のアッパーセントクレア・タウンシップ、南東のベセルパーク・ボロと接しており、その大きさや豊かさが近いために、マウントレバノンと比較されることが多い。東はキャッスルシャノン・ボロであり、東北東はボールドウィン・タウンシップと接している（ボールドウィン・ボロとは別の町）。

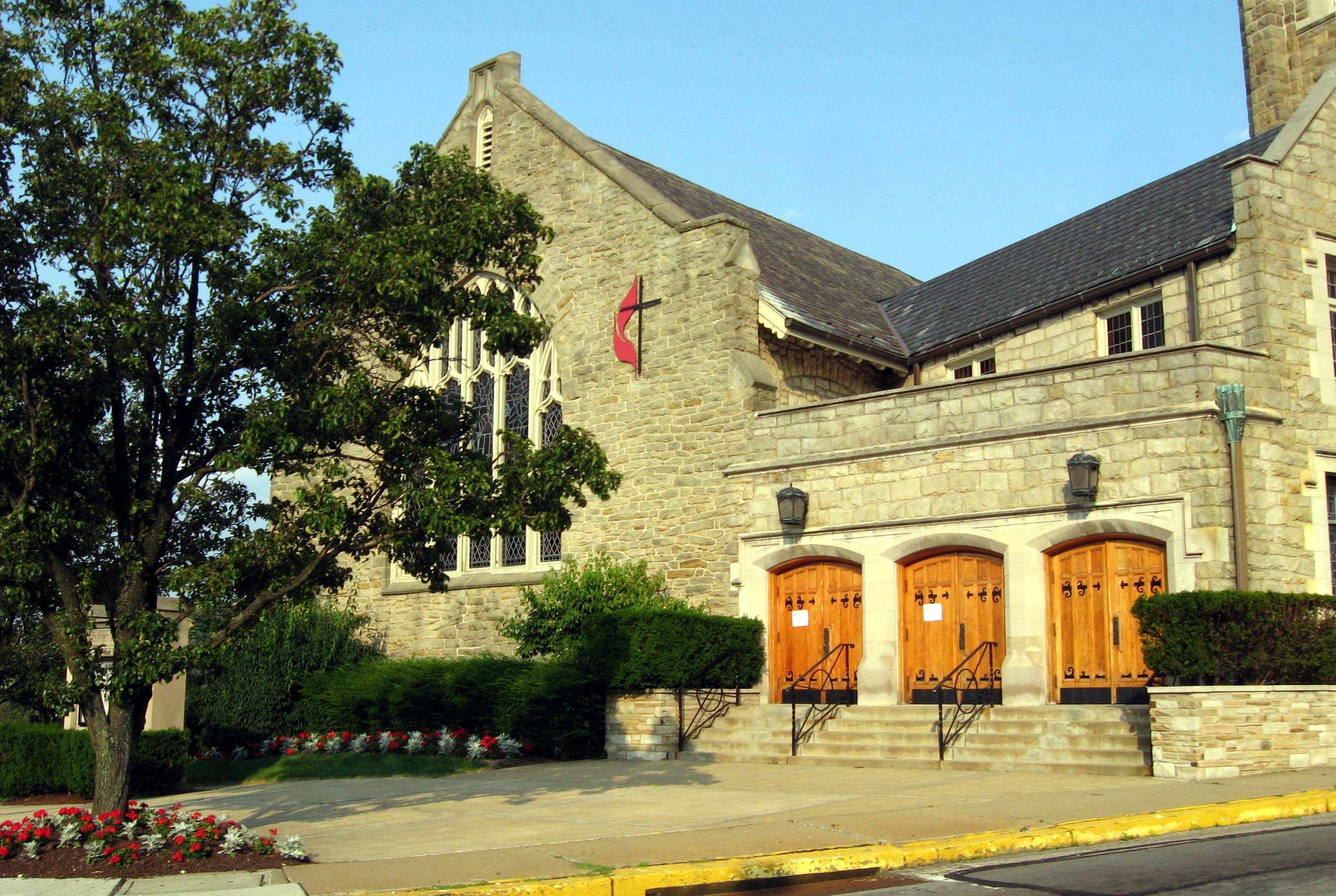
マウントレバノン・ユナイテッド・メソジスト教会

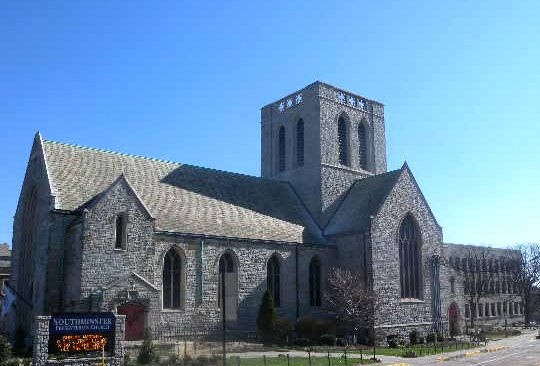
サウスミンスター長老派教会

### 商業地区
マウントレバノン・アップタウンは、中央事業地区であり、ワシントン道路（アメリカ国道19号線）がその大通りとして通っている。国道19号線はピッツバーグ市内に向かい、その北側郊外部に抜けている。アップタウンはピッツバーグ市以外では最大級に構成された中央事業地区であり、多くのコーヒーショップ、小さな画廊、ピザ店、衣料ブティックが並んでいる。この地区はマウントレバノン・アップタウン事業および専門店協会として組織されている。
アッパーセントクレア・タウンシップやキャッスルシャノン・ボロとの境界線沿いにもそこそこの事業地区がある。

### マウントレバノンの中の地区
マウントレバノンの中の地区には、ビバリーハイツ、シダーハーストマナー、フッドリッジハイランズ、ミッションヒルズ、サンセットヒルズ、バージニアマナー、ツインヒルズ、ウッドリッジがある。
バージニアマナーが裕福な地区であり、通りは自然の地形に合うように造られている。1929年に、後に州知事になったジェイムズ・H・ダフがバージニアマナーの設立に貢献した。

## 人口動態
以下は2000年国勢調査による人口統計データである。
| 基礎データ - 人口: 33,017 人 - 世帯数: 13,610 世帯 - 家族数: 9,023 家族 - 人口密度: 2,107.1人/km2（5,457.2 人/mi2） - 住居数: 14,089 軒 - 住居密度: 899.1軒/km2（2,328.7 軒/mi2） 人種別人口構成 - 白人: 96.21% - アフリカン・アメリカン: 0.61% - ネイティブ・アメリカン: 0.07% - アジア人: 2.29% - 太平洋諸島系: 0.01% - その他の人種: 0.18% - 混血: 0.62% - ヒスパニック・ラテン系: 0.80% 年齢別人口構成 - 18歳未満: 24.8% - 18-24歳: 4.0% - 25-44歳: 26.9% - 45-64歳: 25.4% - 65歳以上: 18.8% - 性比（女性100人あたり男性の人口） - 総人口: 87.1 - 18歳以上: 82.1 | 世帯と家族（対世帯数） - 18歳未満の子供がいる: 31.3% - 結婚・同居している夫婦: 57.3% - 未婚・離婚・死別女性が世帯主: 7.2% - 非家族世帯: 33.7% - 単身世帯: 30.6% - 65歳以上の老人1人暮らし: 13.5% - 平均構成人数 - 世帯: 2.37人 - 家族: 3.00人 収入と家計 - 収入の中央値 - 世帯: 60,783米ドル（2007年推計では73,765ドル） - 家族: 79,744米ドル（2007年推計では98,731ドル） - 性別 - 男性: 56,183米ドル - 女性: 37,008米ドル - 人口1人あたり収入: 33,652米ドル - 貧困線以下 - 対人口: 3.5% - 対家族数: 2.2% - 18歳未満: 2.9% - 65歳以上: 4.8% |

## 教育

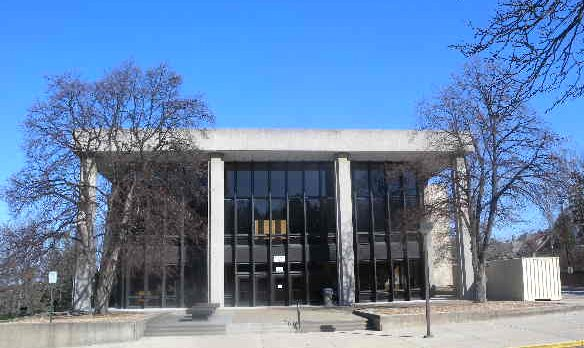
マウントレバノン高校美術劇場

マウントレバノンは昔から上位にランクされるその学校で知られている。その教育学区には小学校7校、中学校2校、高校1校があり、現在は校舎の改修や新設が行われている。マウントレバノン高校は、1983年から1984年、1990年から1991年、1997年から1998年の教育年度に3回認証を要請し、その度にアメリカ合衆国教育省から全米ブルーリボン学校に指名された。
キーストンオークス高校は地理的にマウントレバノンの町内に位置しているが、隣接するグリーンツリー、ドーモント、キャッスルシャノンの町の生徒を受け入れている。セトン・ラ・サール・カトリック高校はピッツバーグ教区の高校であり、やはりマウントレバノンの領域内にある。
マウントレバノン公共図書館は、1932年に設立され、町と郡によってほとんどの資金が手当てされている。建物は420万ドルをかけて建設され、書棚には140,000巻の書籍、閲覧室は165席、公共用のコンピュータが50台以上ある。1997年に開館されたとき、建築賞を受賞し、雑誌「ライブラリー・ジャーナル」の建築号に掲載された。貸し出し数は年間563,000件であり、入館者は1時間平均111人である。
ピッツバーグ教区の私立カトリックのセントバーナード学校がマウントレバノンにある。

## 歴史地区

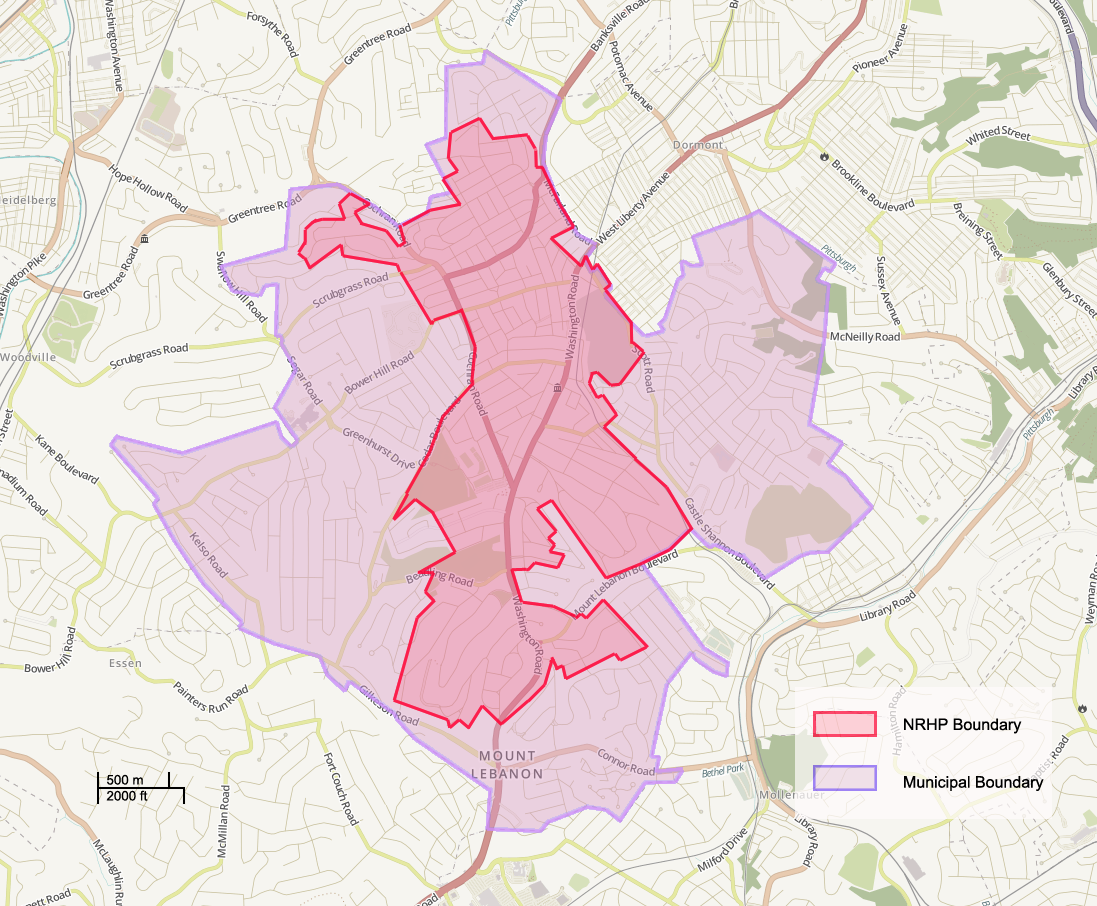
マウントレバノン歴史地区のおよその境界

2014年にマウントレバノン領域内の大きな部分がアメリカ合衆国国家歴史登録財リストにマウントレバノン歴史地区として登録された。この地区内には3,341の該当する建物と、21の該当する場所が入っている。建物の大半である89%は住宅であるが、商業地域も入っている。
この地区は1901年頃の路面電車と、後の1920年代と1930年代の自動車、また1924年のリバティ・チューブの開通で可能になった田園部農業地帯から郊外部への転換を果たした重要な例である。この地区の境界内には1874年から1945年頃までに開発された地域を含んでいる。

## レクリエーション
マウントレバノンはその住民に多くのレクリエーション機会を提供している。15か所の公園が町中の200エーカー (0.81 km2) 以上の土地にちりばめられている。これら公園に加えて、オリンピックにも使える水泳プールが夏に開放され、規格サイズのアイスリンクとレクリエーション施設がシーダー大通り沿いのマウントレバノン公園に隣接してある。ペンシルベニア州西部では最古クラスのゴルフコースもあり、テニスコートやバスケットボールコートは一年中使える。その他のレクリエーション施設として、ビーチバレーボールコート、ボッチェコート、プラットフォームテニス、多くのピクニック用パビリオン、8か所を超える子供用遊技場がある。マウントレバノン教育学区のスポーツチームは町の大きな要素である。マスコットはブルーデビルであり、しばしば論議を呼んでいる。

## 著名な出身者
マウントレバノンはかなり多くの著名人物が町に関わってきている。ミン・ナ、ジョー・マンガニエロ、ギリアン・ジェイコブスなどの俳優、1996年のアトランタオリンピックでレスリングフリースタイル100kg級金メダリストとなったカート・アングル、ユタ州選出のアメリカ合衆国上院議員を40年間近く務めるオリン・ハッチ、一代で億万長者になった実業家マーク・キューバン、心肺蘇生法の開拓者ピーター・セイファーや、天文物理学者のサンドラ・フェイバー等が出身者である。NHLアイスホッケーのピッツバーグ・ペンギンズでは伝説的存在のマリオ・ルミューは、マウントレバノンに住んでいたが、現在は約30分離れたオハイオ川沿いの同様に裕福な町セウィックリーに住んでいる。MLBのミルウォーキー・ブルワーズの遊撃手ジョシュ・ウィルソンも同様である。地元では伝説的な子供ミュージシャンのフランク・カッペッリはマウントレバノンの学校を卒業し、今も住んでいる。テレビアニメ『スター・ウォーズ/クローン・ウォーズ』の総監督デイブ・フィローニはマウントレバノンで育った。シカゴを本拠にするグループオンの設立者かつ前CEOのアンドリュー・メイソンもマウントレバノンで育った。SF小説作家のウィリアム・テンはマウントレバノンに住んでいた。
1971年、モハメド・アリがバージニアマナーで家を買おうとしたが、人種差別のために買えなかった。